# 1840 у літературі

## Твори
- Твори Тараса Шевченка:
  - Н. Маркевичу (9 травня)
  - Не забудь Штернбергові (травень-червень)

## Видання
- альманах «Киевлянин», виданий М. Максимовичем трьома випусками — це перший
- початок виходу петербурзького літературно-наукового журналу «Маяк»

## Народилися
- 2 квітня — Еміль Золя
- 13 травня — Альфонс Доде
- 21 вересня — Тереза Бенцон — французька письменниця